# Trichophallus tabubil
Trichophallus tabubil (лат.) — вид кузнечиков рода Trichophallus из подсемейства Conocephalinae (Salomonina, Agraeciini, Tettigoniidae). Океания: Папуа — Новая Гвинея (Tabubil). Видовое название происходит от названия места нахождения.

## Описание
Кузнечики средних размеров (длина тела 2,5 см). Основная окраска тела желтовато-коричневая. T. tabubil похож на T. hamatus, но немного крупнее, имеет более короткие, но крепкие членики с более крупным внутренним отростком; эпипрокт заканчивается удлинённым, узким вершинным отростком, а титиллаторы фаллоса имеют более тонкие вершинные шипы и оба с острым концом вместо более проксимального тупого, как у T. hamatus. Десятый тергит брюшка с апикальным краем, угловато выступающим по обе стороны от срединной линии, угловато вырезанным между ними. Эпипрокт Y-образный с базальной областью, бороздчатой по средней линии. Эпипрокт у T. tabubil сильно удлинён в узкий апикальный выступ, а у T. hamatus удлинён в относительно более короткий и широкий узкий апикальный выступ. Парапрокты с длинными, сжатыми и прямыми выступами. Церки изогнуты в базальной половине, конические и прямые в апикальной половине; с крупным остроугольным внутренним зубцом чуть позади середины. Субгенитальная пластинка с коротким округлым выступом на вершине; щупики значительно длиннее выступов. Титиллаторы с базальной половиной простые, сжато-полосатые, изогнутые; апикальная половина более сильно склеротизирована, жёсткая и выступает вентрально-апикально, заканчиваясь на конце крупным дорсальным и узким вентральным, изогнутым острым кончиком; на дорсально-проксимальной стороне эти склериты соединены с мембранозными, примерно полукруглыми бурсами с волосистым ободком.